# Ламаново (Ярославская область)
Ламано́во — деревня в Волжском сельском округе Волжского сельского поселения Рыбинского района Ярославской области .
Деревня расположена на удалении около 0,5 км от правого берега реки Волги, с северной стороны от автомобильной дороги Р151 Рыбинск—Тутаев (по правому берегу Волги). На запад от Ламаново стоит деревня Степановское, на расстоянии около 1 км от Ламаново и берега Волги, а восточнее деревня Паршино, стоящая практически на волжском берегу. В направлении на юго-запад на расстоянии около 2 км крупный посёлок Ермаково, центр поселения, пешеходная тропа к нему идет через Степановское и Левино-Волжское  .  
На 1 января 2007 года в деревне числился 1 постоянный житель . Почтовое отделением Ермаково-Первое обслуживает в деревне 12 домов .